# 虎跳镇
虎跳镇，是中华人民共和国四川省广元市昭化区下辖的一个乡镇级行政单位。2019年12月，撤销陈江乡、丁家乡和张家乡，将原陈江乡，原丁家乡丁家社区、玉罗村、青龙村、湖溪村、断桥村，原张家乡大雾村、双柏村和原青牛乡南流村所属行政区域划归虎跳镇管辖，虎跳镇人民政府驻幸福路28号。

## 行政区划
虎跳镇下辖以下地区：
虎跳镇社区、南斗村、东沟村、三公村、毗鹿村、樟树村、东岩村、竹江村和仙山村。